# Battaglia di Azaz (1030)
La battaglia di Azaz fu uno scontro combattuto nell'agosto del 1030 vicino alla città siriana di Azaz tra l'esercito bizantino, guidato dall'imperatore Romano III Argiro in persona, e le forze dell'emirato di Aleppo dei Mirdasidi, anch'esse sotto il comando personale dell'emiro Shibl al-Dawla Nasr (che regnò dal 1029 al 1038). I Mirdasidi sconfissero il numericamente maggiore esercito bizantino ed ottennero un grande bottino, anche se alla fine non furono in grado di trarre vantaggio dalla loro vittoria.
Aleppo era stata a lungo un punto critico tra Bisanzio e i suoi vicini arabi, con i Bizantini che rivendicavano un protettorato sulla città dal 969. All'indomani della sconfitta inflitta dai Mirdasidi al governatore bizantino di Antiochia Michele Sfrondilo, Romano lanciò una campagna contro Aleppo. Nonostante la sua inesperienza in campo militare, Romano decise di guidare l'esercito di persona, portando i cronisti bizantini contemporanei a indicare la ricerca della gloria militare come motivazione principale, piuttosto che la conservazione dello status quo. Alla testa del suo esercito, composto secondo gli storici moderni da circa 20 000 unità, Romano arrivò ad Antiochia il 20 luglio 1030. I Mirdasidi inviarono degli ambasciatori con proposte di pace che includevano il pagamento di tributo, ma Romano, sicuro del successo, le respinse e trattenne l'ambasciatore. Nonostante i suoi generali lo esortassero ad evitare l'azione nella calda e secca estate siriana, Romano condusse le sue forze in avanti. L'esercito mirdaside era considerevolmente più piccolo, 700-2 000 uomini secondo le fonti, ma comprendeva soprattutto cavalleria leggera beduina, che godeva di una mobilità superiore rispetto ai loro avversari pesantemente corazzati.
I due eserciti si scontrarono ad Azaz, a nord-ovest di Aleppo, dove i Bizantini si accamparono. I Mirdasidi tesero un'imboscata e distrussero una forza di ricognizione bizantina e iniziarono a tormentare il campo imperiale. Incapaci di cercare cibo, i Bizantini iniziarono a soffrire di sete e fame, mentre un attacco alle forze mirdaside guidato da Costantino Dalasseno fu sconfitto. Infine, il 10 agosto, l'esercito bizantino iniziò la ritirata verso Antiochia, ma presto questo sprofondò nel caos. Gli arabi sfruttarono l'occasione per attaccare gli ormai disorganizzati bizantini, mettendoli in rotta; lo stesso imperatore Romano riuscì a fuggire solo grazie all'intervento degli Hetaireia. I resti sparsi dell'esercito imperiale si radunarono ad Antiochia. Romano tornò a Costantinopoli e i suoi generali riuscirono a recuperare la situazione in seguito, sedando le ribellioni arabe e costringendo Aleppo a riprendere lo status di tributario poco dopo, nel 1031.

## Contesto storico
L'emirato di Aleppo era stato vassallo bizantino sin dal trattato di Safar del 969, ma negli anni precedenti la morte di Basilio II, i suoi emiri erano passati sotto la sovranità dei califfi fatimidi d'Egitto. Quando la dinastia dei Mirdasidi (al potere dal 1025 al 1080) ottenne il controllo della città, l'influenza bizantina su Aleppo e sulla Siria settentrionale in generale era notevolmente diminuita. Dopo che l'emiro mirdaside Salih ibn Mirdas fu ucciso dai Fatimidi nella battaglia di al-Uqhuwanah in Palestina nel 1029, gli succedettero i suoi giovani figli Nasr e Thimal. Il catepano di Antiochia, Michele Sfrondilo, decise di sfruttare l'inesperienza dei successori di Salih per stabilire un protettorato sui domini dei Mirdasidi. Inoltre, Sfrondilo fu provocato dalla costruzione di fortezze da parte di famiglie musulmane nelle montagne costiere e dagli scontri religiosi tra musulmani e cristiani a Maarrat al-Nu'man. Senza avvisare l'imperatore Romano III Argiro, Sfrondilo inviò una forza bizantina contro i Mirdasidi, ma furono annientati dalla tribù dei Banu Kilab a Qaybar nel luglio 1029. I Kilab, da cui sorse la dinastia dei Mirdasidi, erano la tribù araba più potente della Siria settentrionale e costituivano il nucleo dell'esercito mirdaside.
Ci sono diversi resoconti riguardo alla motivazione di Romano III nell'attaccare i Mirdasidi. Secondo i cronisti arabi medievali Yahya di Antiochia († 1066) e Ibn al-Adim († 1262), Romano voleva vendicare la sconfitta di Sfrondilo, che aveva nel frattempo destituito. D'altra parte, gli storici bizantini contemporanei Giovanni Scilitze e Michele Psello sostengono che l'imminente campagna era motivata dalla ricerca di gloria di Romano. Nonostante, o meglio, a causa della sua totale mancanza di esperienza militare, Romano era desideroso di imitare le gesta di Basilio II e dei suoi predecessori; secondo Psello, voleva emulare gli antichi imperatori romani come Traiano e Augusto, o anche Alessandro Magno. Lo storico moderno Suhayl Zakkar suggerisce che tutte le versioni esposte sopra dovrebbero essere trattate con cautela, e afferma che Romano molto probabilmente agì per garantire l'indipendenza di Aleppo dal principale nemico arabo di Bisanzio, i Fatimidi, che credeva potessero conquistare la città e il suo emirato dopo la morte di Salih. Ciò è indicato dalla presenza nel seguito di Romano di Mansur ibn Lu'lu', un ex sovrano di Aleppo e nemico dei Mirdasidi, che Romano probabilmente cercò di insediare al posto di quest'ultimi. Inoltre, in una lettera inviata a Nasr e Thimal, Romano espresse preoccupazione che i «nemici [degli emiri mirdasidi] [...] potessero strappare loro la città» a causa della loro «giovinezza» e chiese di consegnargli Aleppo in cambio per un pagamento.

## Preludio
Nel marzo 1030 Romano lasciò Costantinopoli, guidando di persona la campagna contro Aleppo. Secondo Psello, Romano era così sicuro del suo successo che preparò corone speciali per il trionfo che sarebbe giunto e organizzò un grandioso ingresso ad Antiochia, che raggiunse il 20 luglio. Nasr, venendo a conoscenza dell'avvicinarsi dei bizantini, inviò degli ambasciatori, guidati da suo cugino Muqallid ibn Kamil, e si offrì di riconoscere la sovranità bizantina e di riprendere il pagamento dei tributi. Secondo Psello, gli inviati di Nasr «dichiararono di non aver voluto questa guerra, né di avergli dato [a Romano] alcun pretesto per farla», ma «visto che ora stava adottando una politica di minacce, e dato che insisteva nel mostrare la sua forza» si sarebbero preparati per la guerra se Romano non avesse cambiato direzione.
Romano fu incoraggiato dal capo Jarrahide della tribù dei Banu Tayy, Hassan ibn Mufarrij, a continuare la sua marcia; i Jarrahidi speravano di avvalersi dell'assistenza dell'imperatore per riconquistare i territori da pascolo in Palestina a cui i Tayy erano stati costretti a rinunciare dopo la loro sconfitta al fianco dei Mirdasidi ad al-Uqhuwanah. Secondo Scilitze, gli stessi generali dell'imperatore gli consigliarono di accettare l'offerta di Nasr in modo da evitare i rischi di una campagna nell'arido deserto siriano in estate, soprattutto perché le loro truppe non erano abituate a tali condizioni ed erano ingombrate dalle loro pesanti armature. Ciò si riflette anche nelle opinioni degli studiosi moderni, i quali sottolineano che i Kilab, abituati al rapido movimento dei nomadi beduini, avevano un netto vantaggio rispetto ai più pesanti e lenti eserciti bizantini.
Persuaso che la spedizione contro Aleppo avrebbe avuto facile successo, l'imperatore rifiutò il consiglio dei suoi generali: trattenne Muqallid e guidò il suo esercito verso Azaz (Azazion in greco) il 27 luglio. Allo stesso tempo, mandò ad Hassan una lancia in segno della sua autorità e gli ordinò di stare con i suoi uomini in attesa del suo arrivo. Psello commentò questa decisione affermando che Romano «pensava che la guerra sarebbe stata decisa dai grandi battaglioni, ed era sui grandi battaglioni che faceva affidamento».  L'esercito bizantino si accampò in una pianura arida nelle vicinanze di Azaz e scavò una profonda trincea difensiva attorno alla loro posizione. Nel frattempo, Nasr e Thimal fecero i loro preparativi; evacuarono le loro famiglie da Aleppo, mobilitarono i guerrieri Kilab e altre tribù beduine, in particolare i Banu Numayr, e, sotto l'appello della jihad, gli abitanti musulmani di Aleppo e della sua campagna. La maggior parte delle forze mobilitate erano comandate da Thimal, che proteggeva Aleppo e la sua cittadella. Le truppe rimanenti, composte interamente da cavalieri Kilabi e Numayri leggermente corazzati, erano guidati da Nasr, che partì per affrontare la forza bizantina.
I resoconti arabi delle truppe di Nasr variano: i cronisti aleppini Ibn al-Adim e al-Azimi († 1160) parlano di 923 cavalieri, Ibn Abi'l-Dam († 1244) ne contò 700, l'egiziano al-Maqrizi († 1442) 2 000, mentre Ibn al-Jawzi († 1200) conta 100 cavalieri e 1 000 fanti. Secondo lo storico moderno Zakkar, quest'ultima cifra è altamente discutibile poiché quasi tutte le fonti sostengono che la forza di Nasr fosse composta interamente da cavalleria. L'esercito bizantino è stimato dagli studiosi moderni in circa 20 000 uomini ed era costituito da molti mercenari stranieri. In contrasto con i loro precisi conti delle forze di Nasr, i cronisti arabi riferiscono delle assolutamente inverosimili cifre di 300 000 o 600 000 truppe bizantine.

## Battaglia

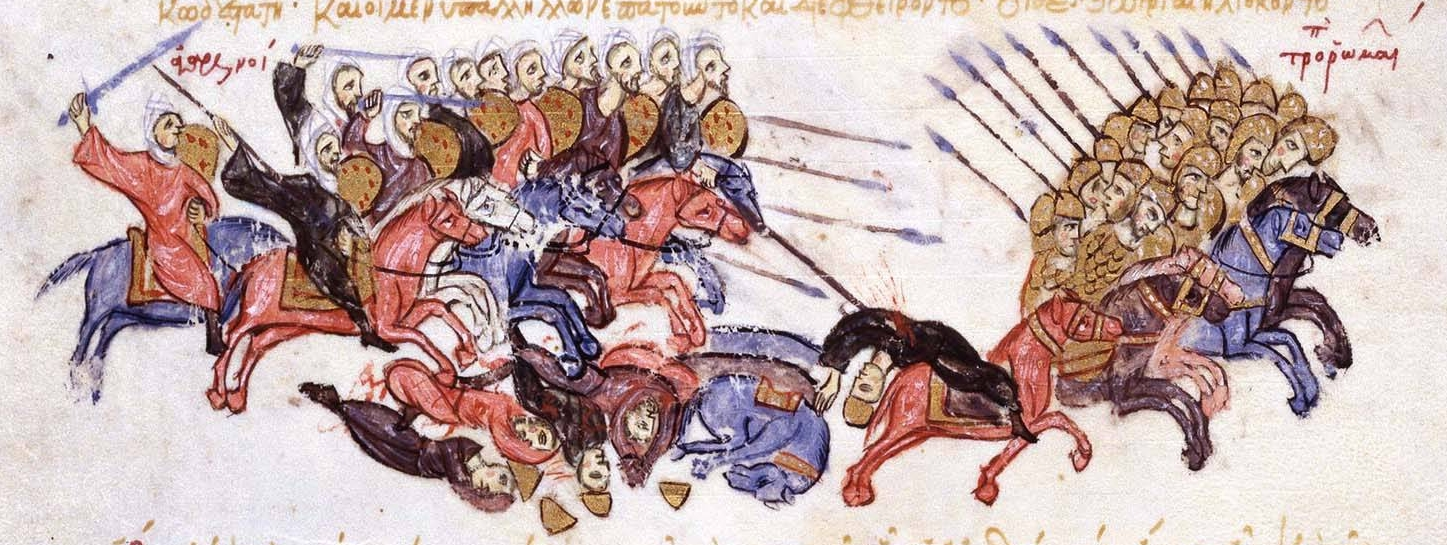
Miniatura dei Madrid Skylitz che mostra gli arabi che guidano i bizantini in fuga ad Azaz

I Bizantini stabilirono un accampamento fortificato a Tubbal, vicino ad Azaz, e l'imperatore inviò gli excubitores, sotto il loro comandante, il patrikios Leone Choirosphaktes, a perlustrare la zona. Choirosphaktes subì un'imboscata e fatto prigioniero, mentre la maggior parte dei suoi uomini furono uccisi o catturati. Questo successo incoraggiò gli arabi, che l'8 agosto iniziarono a tormentare il campo imperiale, ne incendiarono il mercato, che apparentemente si trovava fuori dalle fortificazioni, e impedirono ai bizantini di cercare cibo.  Di conseguenza, l'esercito bizantino iniziò a soffrire la fame e, soprattutto, la sete. Il patrikios Costantino Dalasseno condusse quindi un attacco contro gli arabi, ma fu sconfitto e fuggì di nuovo al campo.
I bizantini si demoralizzarono e un consiglio imperiale il 9 agosto decise di abbandonare la campagna e tornare in territorio bizantino. Romano ordinò anche di bruciare le suemacchine d'assedio. La mattina seguente, il 10 agosto, l'esercito lasciò il suo accampamento e si diresse ad Antiochia. La disciplina venne meno e i mercenari armeni approfittarono del ritiro per saccheggiare le scorte del campo. Questo causò ulteriore caos tra le truppe di Romano, con i soldati di guardia alle trincee che fuggirono dal campo per stare al sicuro. Nasr sfruttò questo disordine per guidare le sue truppe Kilabi in un attacco a sorpresa contro le forze bizantine in ritirata. Psello scrisse che gli arabi attaccarono in gruppi sparsi, creando l'illusione di essere in gran numero, il che demoralizzò l'esercito bizantino e provocò il panico nelle sue file. Poiché la maggior parte delle truppe bizantine erano sfinite dalla sete e dalla dissenteria, l'esercito imperiale si ruppe e fuggì.
I resoconti degli eventi differiscono nelle fonti bizantine. Secondo Giovanni Scilitze, solo la guardia del corpo imperiale, l'Hetaireia, rimase salda e la loro resistenza permise a Romano, che fu quasi catturato, di scappare. D'altra parte, Psello riferisce che la guardia del corpo imperiale fuggì e «senza nemmeno guardarsi indietro, disertarono il loro imperatore». Mentre Scilitze scrisse che i bizantini subirono una «terribile disfatta» e che alcune truppe furono uccise dai loro commilitoni in una caotica fuga precipitosa, il contemporaneo Yahya di Antiochia riferì che i bizantini subirono pochissime perdite. Secondo Yahya, tra le vittime bizantine di più alto livello ci furono due ufficiali, mentre un altro ufficiale fu catturato dagli arabi.
Gli arabi presero un grande bottino, compreso l'intero convoglio di bagagli dell'esercito imperiale, che i bizantini abbandonarono nella loro precipitosa fuga. Il bottino includeva la sontuosa tenda imperiale con i suoi tesori, che presumibilmente dovette essere portata via su settanta cammelli. Secondo lo storico Thierry Bianquis, gli alleati Numayri di Nasr da soli catturarono 300 muli che trasportavano monete d'oro. Si salvò solo l'icona sacra della Theotókos, che tradizionalmente accompagnava gli imperatori bizantini nelle campagne.

## Conseguenze

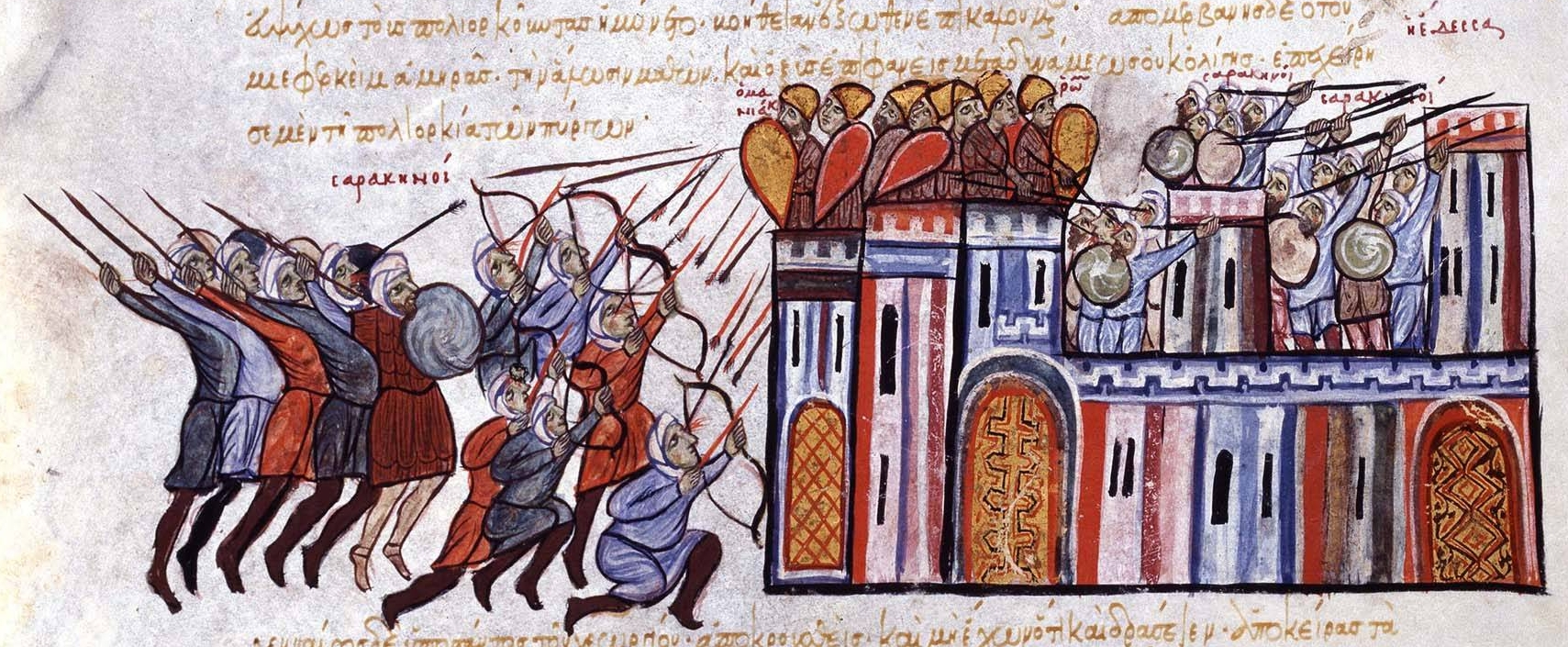
Miniatura dei Madrid Skylitzes che mostra Maniace che difende la cittadella di Edessa dagli arabi dopo la sua cattura

In ogni caso, la sconfitta bizantina non portò ad alcun capovolgimento a lungo termine per Bisanzio; né i mirdasidi, né i fatimidi né il califfato abbaside con sede a Baghdad furono in grado di trarre vantaggio dalla vittoria araba. Mentre Romano tornava a Costantinopoli, lasciò Niceta di Mistheia e Simeone il protovestiario rispettivamente come catapano di Antiochia e come domestikos tōn scholōn, con l'ordine di ripetere la spedizione nel corso dell'anno, quando il tempo era più fresco e l'acqua più facile da trovare. I Fatimidi al comando di Anushtakin al-Dizbari tentarono di sfruttare l'inversione bizantina attaccando i Jarrahidi ei loro alleati Banu Kalb, solo per essere sconfitti in battaglia a Bosra in ottobre.
Il fallimento dell'imperatore fu in parte compensato dalla vittoria di Giorgio Maniace, governatore di Telouch, su 800 arabi di ritorno dalla disfatta bizantina ad Azaz. Gli arabi, incoraggiati dalla loro vittoria, chiesero a Maniace di evacuare la sua provincia: questo in un primo momento finse di obbedire, inviando cibo e bevande agli arabi, ma poi li attaccò e li sopraffece. Il successo di Maniace fu seguito da una prolungata campagna bizantina contro i signori arabi di confine, che si erano sollevati contro il dominio bizantino all'indomani di Azaz, e contro un tentativo fatimide di catturare il forte di confine di Maraclea. Niceta di Mistheia e Simeone respinsero con successo questi attacchi e, a loro volta catturarono diverse fortezze, tra cui Azaz dopo un breve assedio a dicembre; Tubbal, dove i bizantini erano stati sconfitti mesi prima, fu rasa al suolo. Nei due anni successivi presero sistematicamente le fortezze collinari delle tribù locali e le sottomisero, ripristinando la posizione bizantina in Siria. La rinascita bizantina ad est culminò con la presa di Edessa nel 1031 da Maniace.
Nel frattempo, Nasr assunse il pieno controllo su Aleppo dopo aver spodestato Thimal durante l'assenza di quest'ultimo. La conseguente minaccia posta da Thimal e dai suoi sostenitori tra i Kilab spinse Nasr a chiedere perdono e la protezione bizantina. Nasr era ulteriormente minacciato dal trasferimento nella pianura del Ruj a sud-est di Antiochia di 20 000 uomini dal rivale Banu Tayy sotto Hassan ibn Mufarrij e Banu Kalb sotto Rafi ibn Abi'l-Layl, che fu spinto dall'invito di Romano in seguito la sua sconfitta, molto probabilmente nel 1031. Per conciliare il suo potente vicino, Nasr mandò suo figlio Amr a Costantinopoli nell'aprile 1031 per chiedere un trattato in base al quale tornasse allo status di tributario e vassallo. Il trattato prevedeva un tributo annuale di 500 000 dirham (equivalenti a circa 8 334 dinari d'oro) da Nasr ai Bizantini e obbligava questi ultimi a sostenere Nasr in caso di aggressione. Questo accordo portò nel 1032 alla soppressione congiunta di una rivolta drusa nel Jabal al-Summaq da parte di Niceta e Nasr. La prospettiva di una guerra tra i fratelli Mirdasidi fu annullata dopo che i capi Kilab mediarono una divisione dell'emirato in una metà siriana controllata da Nasr di Aleppo e una metà mesopotamica governata da Thimal da al-Rahba.